# Russian Roulette (альбом Red Velvet)
Russian Roulette (с англ. — «Русская рулетка») — третий мини-альбом южнокорейской гёрл-группы Red Velvet. Альбом был выпущен 7 сентября 2016 года компанией SM Entertainment. Альбом в целом включает в себя семь синглов и одноимённый ведущий сингл.

## Предпосылки и релиз
Несмотря на более ранние сообщения о летнем возвращении Red Velvet, S. M. Entertainment объявила, что группа выпустит новый альбом в сентябре. Лидер группы Айрин рассказала о трудностях, с которыми группа столкнулась во время подготовки к альбому 9 сентября на трансляции радиошоу Super Junior's Kiss The Radio и заявила, что это было «физически и морально утомительно, поскольку дата возвращения всё время откладывалась».
После показа первого тизера 1 сентября было объявлено, что группа выпустит свой третий мини-альбом 7 сентября, с 7 треками в альбоме. Стало известно, что альбом должен был называться Russian Roulette, то же название, что и его заглавный трек.

## Композиции
Заглавный трек альбома «Russian Roulette» — это песня в жанре синт-поп с аркадным звучанием и ретро 8-битным звуком. Песня была спродюсирована Альби Альбертссоном, Белль Хамбл и Маркусом Линделлом, которые также приняли участие в создании заглавного трека их предыдущего альбома «One Of These Nights». Текст песни сравнивает процесс завоевания чьего-то сердца с игрой в русскую рулетку. 13 сентября в эфире SBS Power FM «Choi Hwa-jung's Power Time» участницы рассказали, что песня была написана до того, как они дебютировали. Они услышали эту песню тогда, когда были ещё стажёрами, не подозревая, что выпустят её.
«Lucky Girl» - это данс-поп-песня в стиле ретро, созданная Хейли Айткен и Ollipop с лирикой, написанной Кензи. «Bad Dracula» была спродюсирована Томасом Смагеше, Чхве Джинсоком и Нермином Харанбасиком из Dsign Music и американской певицей-композитором Кортни Вулси с лирикой Чо Юнгён, которая также написала лирику для заглавного трека. «Sunny Afternoon» - это возвращение в 90-е, гладкая песня, спродюсированная шведскими продюсерами Simon Petrén & Andreas Öberg, Maja Keuc и Kim One с корейской лирикой, написанной Чон Джу Хи. «Fool» - это акустическая поп-песня, написанная 1월8일 из Jam Factory и составленная Малин Йоханссон и Йозеф Мелин. «Some Love» - это  песня в жанре тропикал-хаус, написанная и спродюсированная Кензи, а «My Dear» была написана и спродюсирована Хван Хён из MonoTree.

## Промоушен
Red Velvet провели специальный отсчет времени до выхода своего альбома через приложение Naver V 6 сентября, всего за час до выхода клипа и альбома. Группа начала своё продвижение 8 сентября, на M! Countdown, исполняя «Russian Roulette» и «Lucky Girl». За этим последовали выступления на Music Bank и Inkigayo, где они также исполнили обе песни.

## Критика
Тамар Герман из Billboard написала, что песня была «более слащавой, чем их типичное звучание», и описала музыкальное видео как «игривое музыкальное видео на спортивную тематику, которое показывает весёлые убийства Щекотки и Царапки». Песня заняла 6-е место в «20 лучших K-pop-треках года по версии Dazed Digital». Тейлор Гласби прокомментировала, что видео «имеет зловещее сочетание сладости и опасности» и назвала песню «дьявольски удовлетворяющей».
Брэдли Стерн из PopCrush назвал заглавный трек «задорной, ретро-звучащей электро-поп-мелодией», которую ожидали от большинства k-pop-айдолов, и похвалил чёрную комедию в музыкальном видео песни. Он сравнил его с фильмом «Королевы убийства» и сказал, что это «довольно гениально».

## Коммерческий успех
Альбом достиг № 2 в мировом чарте альбомов Billboard и достиг № 18 в чарте альбомов Heatseekers, что является самым высоким показателем группы на сегодняшний день. Заглавный трек также занял второе место в World Digital Songs, что делает его самым высоким треком группы в чарте.  Альбом дебютировал на 1-й строчке в южнокорейском альбомном чарте Gaon, а «Russian Roulette» - на 3 строчке в  Еженедельном Цифровом Чарте Gaon, прежде чем подняться до № 2 через неделю. Все остальные треки альбома также вошли в чарт. «Russian Roulette» стала самым просматриваемым k-pop клипом за сентябрь месяц в Америке и во всём мире. Альбом достиг пика на 63 строчке Billboard Japan Hot Albums за неделю 19 сентября 2016 года.
Группа выиграла свою первую награду на музыкальном шоу с «Russian Roulette» на трансляции от 13 сентября The Show.

## Трек-лист
| №                   | Название                         | Текст песни           | Музыка                                                         | Arrangement                                 | Длительность |
| ------------------- | -------------------------------- | --------------------- | -------------------------------------------------------------- | ------------------------------------------- | ------------ |
| 1.                  | «Russian Roulette» (러시안 룰렛) | Jo Yun Gyeong         | Albi Albertsson Belle Humble Markus Lindell                    | Albi Albertsson Belle Humble Markus Lindell | 3:31         |
| 2.                  | «Lucky Girl»                     | Kenzie                | Hayley Aitken Ollipop                                          | Ollipop                                     | 3:23         |
| 3.                  | «Bad Dracula»                    | Jo Yun Gyeong         | Choi Suk Jin Tomas Smågesjø Nermin Harambasic Courtney Woolsey | Choi Suk Jin                                | 3:08         |
| 4.                  | «Sunny Afternoon»                | Jeong Ju Hee          | Simon Petrén Andreas Öberg Maja Keuc Kim One                   | Simon Petrén                                | 4:00         |
| 5.                  | «Fool»                           | 1월8일 (Jam Factory)  | Malin Johansson Josef Melin                                    | Malin Johansson Josef Melin                 | 3:53         |
| 6.                  | «Some Love»                      | Kenzie                | Kenzie                                                         | Kenzie                                      | 3:16         |
| 7.                  | «My Dear»                        | Hwang Hyun (MonoTree) | Hwang Hyun (MonoTree)                                          | Hwang Hyun (MonoTree)                       | 3:34         |
| Общая длительность: | Общая длительность:              | Общая длительность:   | Общая длительность:                                            | Общая длительность:                         | 24:51        |

## Чарты
| Чарты (2016)                           | Пиковые позиции |
| -------------------------------------- | --------------- |
| French Digital Albums (SNEP)           | 174             |
| Japanese Albums (Oricon)               | 40              |
| South Korean Albums (Gaon)             | 1               |
| США (Billboard Top Heatseekers Albums) | 18              |
| США (Billboard World Albums)           | 2               |

| Чарты (2016)               | Пиковые позиции |
| -------------------------- | --------------- |
| South Korean Albums (Gaon) | 4               |